# Frekvens
 For alternative betydninger, se Frekvens (flertydig). (Se også artikler, som begynder med Frekvens)
Frekvens er et mål for hvor hurtigt regelmæssige gentagelser af et givet fænomen forekommer. Begrebet bruges ofte til at beskrive hvor hurtigt (sekund)-1 (s-1). Denne enhed kaldes også hertz (opkaldt efter tyskeren Heinrich Rudolf Hertz), og forkortes Hz.
Angives en frekvens f.eks. til 35 Hz, skal det således tolkes sådan at det beskrevne fænomen gentager sig selv regelmæssigt 35 gange hvert sekund.
En svingnings frekvens kan beregnes som 1/svingningstiden.

## Cyklisk frekvens og vinkelfrekvens
Den "normale" frekvens kaldes også omdrejningsfrekvensen eller den cykliske frekvens og angives i matematiske og fysiske formler ofte med symbolet f.
Vinkelfrekvensen (eller radianfrekvensen) angives ofte med det græske symbol omega ({\displaystyle \omega }) og forholdet til den cykliske frekvens er:
{\displaystyle \omega =2\pi f}

## Reference
- American National Standard for Telecommunications – Telecom Glossary 2000, T1.523-2001: frequency Arkiveret 13. marts 2013 hos  Wayback Machine, hoved adresse Arkiveret 17. februar 2010 hos  Wayback Machine